# Bereźne Nowe
Bereźne Nowe (błr. Новаберажное;  ros. Новoбережное, hist. Bereżno Nowe) – wieś na Białorusi, w rejonie stolińskim obwodu brzeskiego, około 17 km na północny wschód od Stolina.

## Historia
Pierwsza wzmianka o Bereżnie pochodzi z 1508 roku, gdy Piotr Olesza otrzymał te dobra od Fedora, księcia Jarosławicza Borowskiego, ostatniego księcia (kniazia) na Dawidgródku i Pińsku. Nadanie to zostało potwierdzone przez królową Bonę w 1524 roku. Bereżno pozostawało w rękach  męskich potomków rodziny Oleszów do początku XX wieku. Kolejnymi właścicielami majątku byli:
- (2) Teodor Olesza, syn Piotra, rotmistrz,
- (3) Jan Olesza, syn Teodora, poborca mścisławski, która to funkcja została mu powierzona przez sejm w 1581 roku,
- (4) Florian Olesza, syn Jana, sekretarz królewski w 1583 roku, wyznaczony w 1607 roku przez sejm do uśmierzenia buntów kozackich, w 1615 roku wojski włodzimierski,
- (5) Stanisław Olesza, syn Floriana, również sekretarz królewski,
- (6) Michał Olesza, syn Stanisława, sędzia piński,
- (12) Cezary Antoni Olesza (1820–1892), rotmistrz w gwardii rosyjskiej, kilka lat przed powstaniem styczniowym odszedł z wojska i zajął się własną gospodarką. Mimo że był przeciwnikiem powstania, gorliwie opiekował się powstańcami po jego upadku, ukrywając ich, udzielając im zapomóg, ułatwiając wyjazd zagranicę, ratując ich majątki przed konfiskatą. Miał 11 dzieci, w tym 6 synów. Cezary Olesza podzielił majątek i jego część, gdzie obecnie znajduje się Bereźne Nowe, przypadła najstarszemu jego synowi, którym był:
- (13) Konstanty Olesza.
- (14) Konstanty Olesza, syn Konstantego (zmarły w 1950 roku).

Po II rozbiorze Polski w 1793 roku Bereżno, wcześniej należące do województwa brzeskolitewskiego Rzeczypospolitej, znalazło się na terenie guberni mińskiej Imperium Rosyjskiego.
Po ustabilizowaniu się granicy polsko-radzieckiej w 1921 roku wieś, której nazwa w tym okresie ustabilizowała się na brzmieniu Bereźne Nowe, znalazła się na terenie Polski, w gminie Stolin powiatu stolińskiego (od 1923 roku) województwa poleskiego, od 1945 roku – w ZSRR, od 1991 roku – na terenie Republiki Białorusi.
W sąsiedniej wsi, o nazwie Bereźne, odległej o około 2 km na południe od Bereźnego Nowego, istniało od początku XIX wieku stare gniazdo Oleszów, dwór, po którym obecnie nie ma śladu.

## Pałac
Konstanty Olesza (senior) zbudował w 1890 roku bezstylowy, ceglany, piętrowy pałac, który obecnie popada w ruinę. Konstanty pasjonował się astronomią, ukończył w Niemczech studia matematyczno-astronomiczne, urządził w swojej wsi obserwatorium astronomiczne, po którym nie ma śladu. Poza stojącym jeszcze korpusem pałacu istnieją ściany browaru, ruina lodowni i resztki parku.
Majątek w Nowym Bereżnie jest opisany w 2. tomie Dziejów rezydencji na dawnych kresach Rzeczypospolitej Romana Aftanazego.